# Какуллис, Андроникос
Андроникос Какуллис (греч. Ανδρόνικος Κακουλλής; род. 3 мая 2001, Кипр) — кипрский футболист, нападающий клуба АИК и сборной Кипра. Выступает на правах аренды в лимасольском «Арисе».

## Биография

### Клубная карьера
Воспитанник клуба «Омония» (Никосия). В его составе дебютировал 13 мая 2018 года в матче последнего тура чемпионата Кипра против «Аполлона», в котором вышел на замену на 90-й минуте вместо Николая Кипиани. В сезоне 2019/20 вместе с командой занял первое место в чемпионате и квалифицировался в отборочный этап Лиги чемпионов УЕФА, но поскольку чемпионат не был доигран до конца в связи с пандемией COVID-19, официально титул не вручался.

### Карьера в сборной
За основную сборную Кипра дебютировал 7 октября 2020 года в товарищеском матче со сборной Чехии, в котором вышел на поле в стартовом составе и был заменён на 73-й минуте.